# نورمان شميت
نورمان شميت هو لاعب هوكي الجليد كندي، ولد في 24 يناير 1963.

## وصلات خارجية
- نورمان شميت على موقع دوري الهوكي الوطني (الإنجليزية)
- نورمان شميت على موقع EliteProspects.com (الإنجليزية)
- نورمان شميت على موقع HockeyDB.com (الإنجليزية)
- نورمان شميت على موقع Hockey-Reference.com (الإنجليزية)